# Vlag van Bosnisch Podrinje

Vlag van Bosnisch Podrinje

De vlag van Bosnisch Podrinje (Bosnisch: Zastava Bosansko-podrinjskog kantona) toont het kantonnale wapen in het midden van een blauw-gele vlag. De vlag is in gebruik genomen op 15 november 2001.
Het wapen is in blauw en goud omrand en net als de vlag in twee delen verdeeld. In het linkerdeel, dat een gouden achtergrond heeft, staan drie gouden, blauwomrande sterren. Deze verwijzen naar de drie gemeenten die samen het kanton vormen.
Het rechterdeel toont op een blauwe achtergrond een gouden fleur-de-lys, een oud Bosnisch (volgens velen Bosniak-) symbool. De gouden golvende lijnen op een blauwe achtergrond verwijzen naar de rivier de Drina, waarnaar het kanton is vernoemd. Deze rivier stroomt trouwens nergens door het kanton; het is de grensrivier tussen Servië en de Servische Republiek in Bosnië en Herzegovina.
Voor 2001 had het wapen van Bosnisch Podrinje in plaats van drie sterren evenzoveel fleurs-de-lys aan de linkerzijde.